# Гуселькумаб
Гуселькумаб (guselkumab) — лекарственный препарат, моноклональное антитело. Одобрен для применения в США в июле 2017 года).

## Механизм действия
Избирательный ингибитор интерлейкина 23 (IL-23).

## Показания
- умеренная и тяжелая форма бляшечного псориаза у пациентов, которым показана фототерапия или системная терапия;
- активная форма псориатического артрита.

## Способ применения
Подкожная инъекция.